# Medicinteknik
Medicinteknik är produkter och teknik som används för att behandla, vårda, diagnosticera och förbättra eller bibehålla hälsa. Det kan vara både avancerad utrustning på sjukhus eller produkter som vi har hemma. Exempel på medicintekniska-produkter som används till vardags kan vara tandborste, kondomer eller plåster. Mer avancerade är röntgen- och strålbehandlingsapparatur, ortopediska implantat, stentar, skalpeller, IT- och journalsystem, e-hälsolösningar, rollatorer, pacemakers och dialysapparater.

## Utvärdering av medicintekniska metoder
Medicinska metodutvärderingar, health technology assessment (HTA), utreder det vetenskapliga underlaget i en metods tillförlitlighet (diagnostisk tillförlitlighet), eller dess effekt och risker på patienter. Medicintekniska metoder som används inom hälso- och sjukvården utvärderas av olika HTA-organisationer, i Sverige bland annat av SBU, TLV och regionala HTA-enheter i landstingen. WHO beskriver i en rapport processen kring en utvärdering av medicintekniska metoder, från regelverk till införande, effekt och implementering.